# Georg Berresheim
Georg Berresheim (* 1. Mai 1923; † 31. Dezember 1987) war ein deutscher Fastnachter in Mainz.
Georg Berresheim wurde als Sohn der Eheleute Heinrich und Anna Berresheim in Mainz geboren. Nach einer kaufmännischen Ausbildung war er als Einkäufer für medizinische Geräte an der Uniklinik Mainz tätig. 1947 heiratete er Marianne Hessenthaler, mit der er zwei Töchter, Brigitte und Karin, hatte.
1946 begann Georg Berresheim seine fastnachtliche Karriere und trat 1947 dem Mainzer Carneval Verein bei. Seine ersten Auftritte hatte er als Einzelvortragender, Darsteller in Eröffnungsspielen der Mainzer Saalfastnacht. Auch als Liedermacher war er tätig. Bereits 1948 hatte er zusammen mit seinem späteren Partner Otto Dürr die Idee, zusammen als Putzfrauenduo aufzutreten, die in Dialogform Themen des täglichen Lebens glossieren. Zusammen traten beide über 30 Jahre lang, hauptsächlich von 1952 bis 1982, als das Putzfrauenduo Fraa Babbisch und Fraa Struwwelich auf. Berresheim mimte dabei die vornehmere Fraa Struwwelich. Als Fraa Struwwelich trat Berresheim auch in der Fernsehsendung Mainz bleibt Mainz, wie es singt und lacht auf.
Berresheim und Dürr waren mit ihrer Darstellung der beiden Putzfrauen so erfolgreich, dass sie auch außerhalb der Fastnachtssaison Auftritte absolvierten. Dazu zählten auch Auftritte in Fernsehsendungen wie Der goldene Schuß, Dalli Dalli, Zum Blauen Bock oder auch im Aktuellen Sportstudio.